# 片山桃史
片山 桃史（かたやま とうし、1912年8月23日 - 1944年1月21日）は、兵庫県出身の俳人。本名・隆雄。

## 人物
黒井村（現・丹波市春日町）生まれ。酒屋の次男。旧制柏原中学校（現・兵庫県立柏原高等学校）を卒業後、鴻池銀行（三菱東京UFJ銀行の前身）に入行。俳句は旧制中学在学中よりはじめ、「鬼灯」誌で西山泊雲に師事、「ホトトギス」を経て、1935年に日野草城の「旗艦」創刊に同人参加。1937年8月応召、中国大陸にて従軍しながら戦地で詠んだ前線俳句を本国に送り「旗艦」に発表した。1940年帰国、句集『北方兵団』（三省堂 俳苑叢刊）を刊行。1941年に再度応召し、東部ニューギニアで戦死した。戦後、宇多喜代子が遺稿などを集め、1984年に『片山桃史集』を編集刊行している。代表句に「千人針はづして母よ湯が熱き」など。